# Könyves Kálmán Szalon
Könyves Kálmán Szalon (Budapest, Nagymező utca, alapítva 1906. Az 1920-as évek közepéig működött). Majdnem húsz éven át a külföldi és főleg a kortárs magyar festők egyik kiállítóhelye volt.

## Története
1903-ban alakult meg a Könyves Kálmán Magyar Műkiadó Rt. 1906-tól Budapesten a Nagymező utcában berendezett Könyves Kálmán Szalonjában időszakos kiállításokat rendezett és aukciókat szervezett, magyar és külföldi képzőművészek alkotásaiból. A kortárs magyar képzőművészet bemutatásában nagy szerepet játszott. A külföldi festők közül a franciák mellett német festőket is bemutatott kiállításain, például Max Liebermann, Lovis Corinth, Walter Leistikow, Max Slevogt műveit szerepeltette. Katalógusokat, reprodukciókat adott ki nyomtatásban, Művészeti Krónika címen művészeti folyóiratot szerkesztett.